# Tambores
Tambores è un comune dell'Uruguay, situato nel Dipartimento di Tacuarembó.